# Harald Buwert
Harald Buwert (geb. 1945 in Berlin) ist ein deutscher Science-Fiction-Autor. Er schrieb in den 1970er-Jahren eine Reihe von Science-Fiction-Erzählungen, häufig in Kollaboration mit anderen Autoren. 2004 gab er im Zeitspur-Verlag die Anthologie Maschinengeburten heraus.

## Bibliografie
Romane
- Der Psycho-Planet. Moewig (Terra Nova #150), 1970, DNB 458321648. (mit Bernt Kling)
- Computer der blauen Rebellen. Moewig (Terra Astra #61), 1972 DNB 1140177990. (mit P. R. Jung (d. i. Bernt Kling))
- Krisenherd Partos. Kelter (Gemini Science Fiction #1), 1976, DNB 200911007. (als Thorn Forrester)
- Planet in Ekstase. Kelter (Gemini Science Fiction #4), 1976, DNB 200911031.
- Die Flüsterzentrale. Heyne Science Fiction & Fantasy #3556, 1977, ISBN 3-453-30450-0. (mit Ronald M. Hahn)

Kurzgeschichte
- Selbstversuch. In: Hans Joachim Alpers, Ronald M. Hahn (Hrsg.): Science Fiction aus Deutschland. Fischer Taschenbuch (Fischer Orbit #43), 1974, ISBN 3-436-01987-9.

als Herausgeber
- Maschinengeburten. Zeitspur-Verlag, 2004.